# Steinbrunn
För andra betydelser, se Steinbrunn (olika betydelser).
Steinbrunn (till 1958 Stinkenbrunn, kroatiska: Štikapron, ungerska: Büdöskút) är en ort och kommun i Österrike. Den ligger i distriktet Eisenstadt-Umgebung i förbundslandet Burgenland, i den östra delen av landet, 40 km söder om huvudstaden Wien. Antalet invånare år 2023 är 3 069.
Ortnamnet är känt från år 1271 i ungersk form Byzuskut med betydelsen 'stinkande källa' (nutida Büdöskút) och här har också funnits en mineralkälla eller surbrunn. På tyska blev namnet Stinkenbrunn och när kroater flyttade hit i mitten av 1500-talet tillkom kroatiska Štikapron, lånat från tyskan. På 1900-talet kom namnet att anses opassande och det ersattes från 1 januari 1959 med nuvarande Steinbrunn.
Kyrkan ursprungligen i gotik byggdes om i barock i slutet av 1600-talet.